# Brachioppia triramosa
Brachioppia triramosa är en kvalsterart som först beskrevs av Sellnick 1924.  Brachioppia triramosa ingår i släktet Brachioppia och familjen Oppiidae. Inga underarter finns listade.